# نیو استریتس تایمز
نیو استریتس تایمز (به انگلیسی: New Straits Times) یک روزنامه انگلیسی زبان است که در مالزی منتشر می‌شود. این نشریه قدیمی‌ترین روزنامه مالزی است که هنوز چاپ و منتشر می‌شود (البته نه اولین روزنامه)، که در روز ۱۵ ژوئیه ۱۸۴۵ به عنوان یک شعبه محلی از نشریه استریت تایمز سنگاپور، تأسیس شد. در روز ۱۳ اوت ۱۹۷۴، نام نشریه به نیو استریتس تایمز تغییر پیدا کرد.
این نشریه تنها روزنامه قطع بزرگ انگلیسی زبان مالزی بود. با این حال، با الگوبرداری از روزنامه‌های بریتانیایی تایمز و ایندیپندنت، یک نسخه روزنامه نیم‌قطع برای اولین بار در ۱ سپتامبر ۲۰۰۴ منتشر شد و از ۱۸ آوریل ۲۰۰۵، روزنامه تنها در اندازه نیم‌قطع منتشر شد و به سنت ۱۶۰ ساله چاپ و انتشار در سایز قطع بزرگ پایان داد.
در سال ۲۰۲۰، در نظرسنجی مؤسسه رویترز از ۱۴ رسانه مالزیایی، این روزنامه از لحاظ اعتماد، حائز رتبه پنجم گردید.